# Отињи ле Гран
Отињи ле Гран (фр. Autigny-le-Grand) насеље је и општина у североисточној Француској у региону Шампања-Ардени, у департману Горња Марна која припада префектури Сен Дизје.
По подацима из 2011. године у општини је живело 158 становника, а густина насељености је износила 44,01 становника/km². Општина се простире на површини од 3,59 km². Налази се на средњој надморској висини од 179 метара.

## Демографија
| 1962. | 1968. | 1975. | 1982. | 1990. | 1999. | 2011. |
| ----- | ----- | ----- | ----- | ----- | ----- | ----- |
| 282   | 297   | 242   | 230   | 220   | 210   | 158   |

График промене броја становника у току последњих година